# Herbert Quandt
Herbert Werner Quandt, född 22 juni 1910 i Pritzwalk, död 2 juni 1982 i Kiel, var en tysk industrialist.
Herbert Quandt är framförallt känd som skaparen av dagens BMW. Det var 1959 som Quandt tog över kontrollen av BMW och förvandlade BMW från ett skuldtyngt företag till att bli en av de mest solida biltillverkarna. Familjen Quandt har fortfarande stora ägarintressen i BMW. Efter Herbert Quandts död 1982 ärvde änkan Johanna Quandt tillsammans med barnen Susanne Klatten och Stefan Quandt Herbert Quandts andelar i BMW.
Herbert Quandt föddes i Pritzwalk i nuvarande Brandenburg och hans far Günther Quandt blev framgångsrik genom de stora order som hans företag fick av armén under Första världskriget. Herberts mor dog och fadern gifte om sig och Herberts bror Harald Quandt föddes. Bröderna ärvde efter faderns död de olika industrier som fadern blivit delägare, bl.a. BMW, Daimler-Benz och Varta. Bröderna delade upp företagen mellan sig och Herbert fick bl.a. BMW. 
Herbert Quandt var gift tre gånger och hade sju barn. Dottern Silvia, som Quandt fick i sitt första äktenskap, ärvde inga andelar i företaget vilka barnen i andra och tredje äktenskapet gjorde.